# Ebersdorf (Dietenhofen)
Ebersdorf is een plaats in de Duitse gemeente Dietenhofen, deelstaat Beieren, en telt 161 inwoners.